# Schoonaardebrug
De Schoonaardebrug is een brug over de Schelde in de Dendermondse deelgemeente Schoonaarde. Ze verbindt Schoonaarde, op de rechteroever, met Berlare, op de linkeroever. Stroomafwaarts ligt Appels Veer, vervolgens de monding van de Dender in de Schelde en verder de Dendermondebrug. De eerst volgende brug stroomopwaarts is de Uitbergenbrug.
De eerste brug over de Schelde tussen Schoonaarde en Berlare werd op 20 augustus 1871 geopend. Deze metalen draaibrug, die diende ter vervanging van het Scheldeveer tussen Schoonaarde en Berlare en ontworpen werd door Théophile Bureau, raakte in 1914, bij het begin van de Eerste Wereldoorlog, zwaar beschadigd en werd op 16 mei 1940, tijdens de Achttiendaagse Veldtocht bij het begin van de Tweede Wereldoorlog, door Belgische troepen vernield. In 1941 werd ze vervangen door een tijdelijke noodbrug.

## Slag om Schoonaarde
In 1914 vond de Slag om Schoonaarde plaats tussen Duitse en Belgische troepen. Terugtrekkende Belgische troepen hadden stroomafwaarts de Dendermondse Scheldebrug opgeblazen om de Duitse opmars te vertragen. De Duitse troepen trokken daarom westelijker richting Schoonaarde waar ze, op 4 oktober 1914, na hevige schermutselingen de Schoonaardebrug, die beschadigd, maar niet vernield was, in handen kregen en op de nacht van 6 op 7 oktober 1914 via deze brug konden doorstoten naar het Waasland om Antwerpen vanop de linkeroever te belegeren.
Westerscheldetunnel (weg) · Antigoontunnel (spoor) · Liefkenshoektunnel (weg) · Oosterweeltunnel (Lange Wapperbrug†) (weg/fiets) · Waaslandtunnel (weg) · Brabotunnel (premetro) · Sint-Annatunnel (voet/fiets) · Kennedytunnel (weg/fiets/spoor) · Scheldebrug (Antwerpen) (fiets/voet) · Temsebrug (weg + spoor) · Vlassenbroekbrug (weg) · Dendermondebrug (weg + spoor) · Schoonaardebrug (weg) · Uitbergenbrug (weg) · Scheldefietsbrug (Wetteren) · Wetterenbrug (weg) · Mellebrug (weg)